# Ash (artiste)

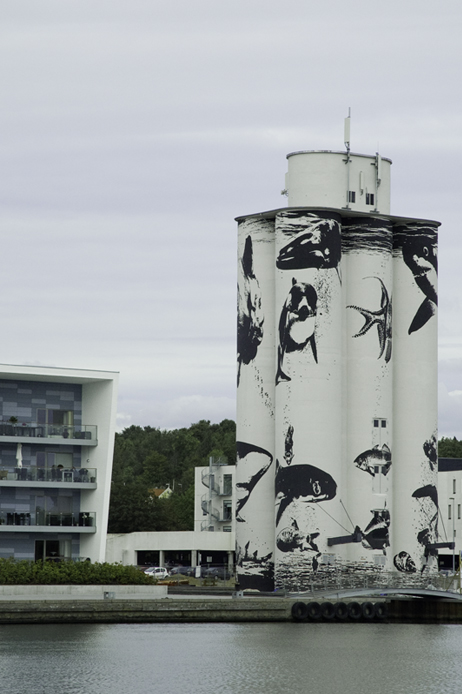
Haderslev silo, Danemark 2013.

Ash Scipion' Sun City 1986

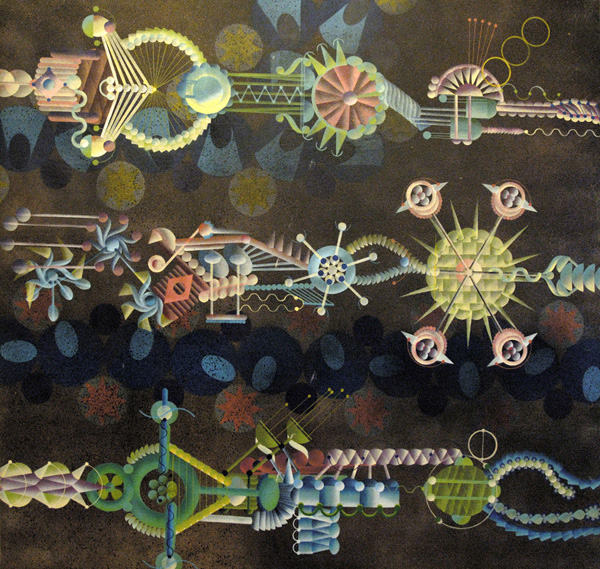
Victor Ash, Serie Rayons 1, spray sur toile. 1993.

Pour les articles homonymes, voir Ash et Saho.
Ash ou Victor Ash est un artiste.

## Biographie
Il a commencé sa carrière artistique au début des années 1980 en peignant à la bombe sur des palissades de travaux au Louvre et autour du musée national d'art moderne à Paris.
De 1983 à 1986, Ash se faisait appeler Saho puis Ash2
En 1984, Ash est le premier à peindre dans le terrain vague mythique du métro Stalingrad ou de La Chapelle qui deviendra très vite un lieu de rassemblement pour le mouvement hip-hop parisien.
Ash a fait partie du groupe de graffeurs BBC (Bad Boys Crew) ou BadBc avec JayOne et Skki. Les BBC avec Bando, Mode2, JonOne, La Force Alphabétick (Asphalt, Blitz, Spirit), sont considérés comme des précurseurs de mouvement graffiti en Europe. Inspiré par les styles de lettres des fresques du métro de New York, ils ont pour la plupart commencé par peindre leur nom à la bombe et à taguer dans le métro. Avec quelques pochoiristes comme Blek le rat et Miss.Tic ils représentent la première vague d'art de rue en Europe.
Les premiers graffs de Ash ont été publiés dans plusieurs ouvrages sur le sujet comme Spraycan Art d'Henry Chalfant et plus récemment dans le film Writers de Marc Aurèle ainsi que le reportage international Bomb It (en).

## Sélection d'expositions et réalisations murales
2013

« Sea View. »(Archive.org • Wikiwix • Archive.is • Google • Que faire ?) (consulté le 4 septembre 2017). Le silo de Haderslev, 1 500 m2. Peinture murale, Haderslev, Danemark.
2012

« Animals Faces. »(Archive.org • Wikiwix • Archive.is • Google • Que faire ?) (consulté le 4 septembre 2017). Peinture murale à une altitude de 2 500 m. Sommer Frische Kunst, Stubnerkogel, Bad Gastein, Autriche.
2009

Look at me, look at you. Peinture murale sur les quatre côtés d'un bunker de 25 mètres de hauteur datant de la Seconde Guerre mondiale, commandé par Bremen kirchentag et Weserburg Museum, Brême, Allemagne.
2008

Car Mountain. Série de peintures murales dans VM Bjerget, un bâtiment conçu par Bjarke Ingels Group / BIG. Ørestad, Copenhague, Danemark.

Vainqueur du grand prix d'architecture World Architecture Festival Barcelone 2008.
Falling Graffiti writer, commandé par Århus kunstbygning Museum, Danemark.
Car mountain Palais de Tokyo, Paris France.

Falling Graffiti Writers and trees. Peinture murale de 700 m2. commandé par la ville Berlin dans le quartier de Friedrichshain.
2007

 En 2007, Ash a participé à l'exposition Backjumps à Berlin où il a réalisé la fresque « Astronaut Cosmonaut ». 
Cette œuvre est située dans le quartier de Kreuzberg sur une façade d'immeuble très visible depuis la ligne de métro U1 station Kotbusser Tor.